# Tervel (obchtina)
Tervel (bulgare : Тервел) est une obchtina de l'oblast de Dobritch en Bulgarie.